# بطنج طويل الأشواك
البطنج طويل الأشواك أو الستاكس الطويل الأشواك (باللاتينية: Stachys longispicata) نوع نباتي يتبع جنس البطنج من الفصيلة الشفوية.

## الموئل والانتشار
النبات واطن في بلاد الشام وتركيا.